# 文化的自治
文化的自治（ぶんかてきじち）とは、一国内の少数民族が言語・教育などの文化領域において自治権を行使することで、「文化的民族自治」（あるいは「文化的＝民族的自治」）とも称される。

## 概要
「文化的（民族）自治」の理論は19世紀末から20世紀初頭の世紀転換期のオーストリア（オーストリア＝ハンガリー二重帝国）において、社会民主党（特にオーストリア・マルクス主義派の理論家であるK・レンナーおよびO・バウアー）によって体系化された。彼らは二重帝国の連邦国家化構想のなかで属地的民族組織に加えて属人的民族組織を編成することを主張しており、後者の組織に担わせる機能として「文化的自治」の制度を導入したのである。文化的自治は、民族問題の解決策として民族自決の適用を主張するロシアのボリシェヴィキによって激しく批判されたため、しばしば民族自決の対義的概念とみなされている。

## 沿革・理論

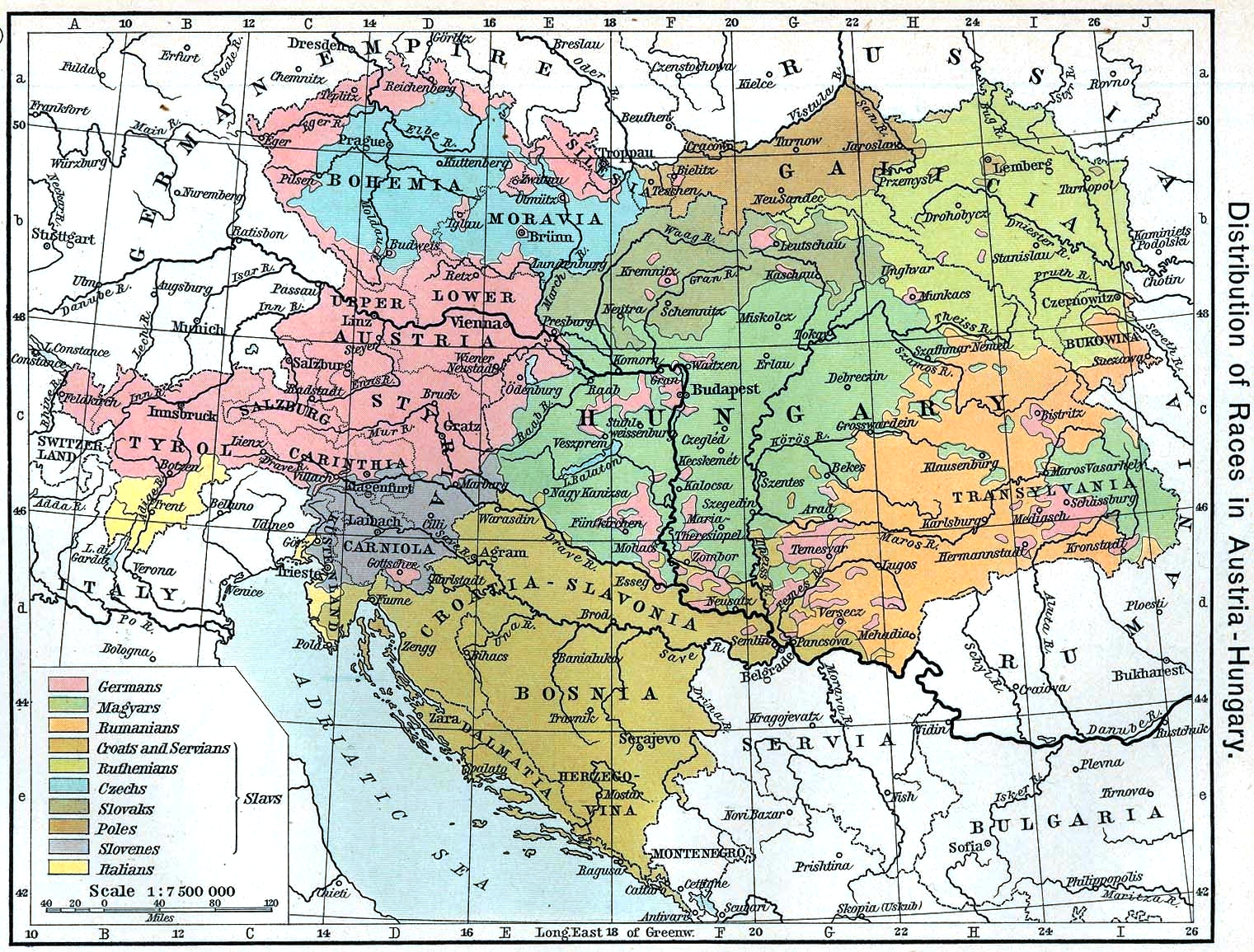
オーストリア＝ハンガリー帝国の民族分布（1911年）

世紀転換期におけるオーストリア＝ハンガリー帝国（二重帝国）はドイツ人を始めとしてハンガリー人・チェコ人・イタリア人・ポーランド人・クロアチア人・スロベニア人などによって構成される多民族国家であり、なおかつこれらの民族集団がモザイク状に混住する、複雑な状況にあった。同国の社会主義政党である社会民主党も以上のような状況を反映し「小インターナショナル」と称される民族別組織の連合という形態をとっており、1897年に採択されたブリュン綱領においては二重帝国の「民主主義的な多民族連邦国家」への移行を求めるとともに、属地主義的原則により編成された民族別組織（「民族的地域」）による立法・行政の自治を提唱した。
「オーストリア・マルクス主義派」と呼ばれる党内のより若い2人の理論家、すなわちカール・レンナーとオットー・バウアーは、ブリュン綱領を引き継いで民族政策理論の体系化を進めた。彼らは、属地的民族組織による（政治領域での）自治を基本的には承認しつつも、資本主義の発展に伴い諸民族の混住が進んでいる二重帝国においては、民族別の境界区分を設定できないか、あるいは境域内にどうしても少数民族を含み込んでしまうため、属地的な民族自治のみでは少数民族問題を解決するには不充分であると考えた。このため属地的組織とは別個に、文化的自治、すなわち言語・教育などの文化領域の行政における自治を担う属人的な民族別組織（「民族共同体」）を編成して両者の統合の上に立つ連邦国家（二次元の連邦）を構想すべきであると主張した。具体的には、個人の申告により作成された民族台帳に基づいて「民族共同体」が編成され、民族共同体は博物館を建設・運営するなどの民族文化・伝統の保護、学校教育、裁判所・官庁において自民族のために言語上の便宜を図るなどの行政的任務を担い、財政基盤を確保するために一定の租税徴収権が認められるものとされた。さらにバウアーは民族の本質においては地域・言語的要因（共通の地域での居住と共通の言語の使用）よりも文化・心理の共通性が重要とみなしており、これが属人的な文化的自治制度の導入の理論的根拠となった。
以上のようなオーストリア・マルクス主義における「文化的自治」の構想は、リトアニア・ポーランド・ロシア・ユダヤ人労働者総同盟（ブンド）など一部の左翼から支持されたが、民族問題の解決のためには民族自決権を承認すべきという立場をとり、民族の混住に対しては民族の融合・同化・解消の方向を認めるレーニン・スターリンらボリシェヴィキからは激しい批判を浴びた。また第一次世界大戦で二重帝国が解体し支配下の民族が分離独立していったため、ついに実現をみることはなかった。しかしその理念は現在でも多くの多民族国家に継承されており、例えば現在のオーストリアではスロベニア人などの国内少数民族に対し一定の文化的自治が許容されており、またエストニアにおける「少数民族文化自治法」や、中華人民共和国の民族区域自治もその一例と見なすことができる。

## 評価
冷戦終結とソ連崩壊にともなう民族紛争（特にかつての二重帝国領土が相当部分を占める旧ユーゴスラビアでの内戦）が激化すると、文化的自治論にも注目が集まることとなった。そこで評価されているのは、ユーゴ内戦で露呈した、レーニン的な民族自決権に基づき成立した国民国家の限界を予見し、必ずしも少数民族の分離独立へと収束しないオルタナティヴな民族政策という点である。これとは逆に、現代の中国（中華人民共和国）やメキシコにおけるオーストリア・マルクス主義的な文化的民族自治論への関心の高まりは、分離を含む民族自治権という概念にこの理論を対置することによって国家の統合を図る「統治の学」としての面がある。